# Michał Strogow
Michał Strogow (inny tytuł: Kurier carski, fr. Michel Strogoff. Le courier du tzar, 1876) – dwutomowa powieść przygodowa autorstwa Juliusza Verne’a z cyklu Niezwykłe podróże złożona z 32 rozdziałów (tom I złożony z 17 rozdziałów, tom II złożony z 15 rozdziałów).
Pierwszy polski przekład pojawił się w odcinkach w 1876 roku, a w postaci książkowej w 1925 roku.
W Rosji przez pewien czas objęta była zakazem druku.

## Zarys fabuły
Moskwa, lato, ok. 1864 roku. Na Kremlu odbywa się narada cara Aleksandra II. W południowej Rosji trwają walki z Tatarami pod wodzą emira Buchary. Linie telegraficzne są przecięte. W Irkucku, na Syberii  broni się rosyjskie wojsko pod dowództwem brata cara. Jednak car wie, że zdrajca, były pułkownik rosyjski Iwan Ogariew, ma zamiar przedostać się do Irkucka i udając lojalnego oficera starać się doprowadzić do klęski Rosjan. Car pisze list z ostrzeżeniem dla brata i jego dostarczenie zleca Michałowi Strogowowi z korpusu kurierów carskich. Kurier musi więc pierwszy dostać się do Irkucka aby zapobiec klęsce. Strogow ma jechać przebrany za kupca.
Pierwszy etap, z Moskwy do miasta Niżny Nowogród, pokonuje pociągiem. W przedziale spotyka młodą, ładną kobietę, Łotyszkę z Rygi, oraz dwóch dziennikarzy. Są to: Alcyde Jolivet z Francji i Henryk Blount z Anglii. Obaj jadą na tereny walk w celu uzyskania materiałów na reportaże. W Niżnym Nowogrodzie podróżni się rozchodzą, ale Strogow zaczyna szukać Łotyszki, która mu się spodobała. Przypadkiem podsłuchuje też podejrzaną rozmowę przy cygańskim wozie.
Tymczasem wprowadzony zostaje zakaz podróży na teren walk bez specjalnego pozwolenia. Przy urzędzie Strogow spotyka Łotyszkę (Nadię Fedor), której pozwolenia odmówiono. Jechała do ojca skazanego na osiedlenie w Irkucku za mało poważne przestępstwo. Strogow widzi szansę na lepsze poznanie dziewczyny i w urzędzie twierdzi, że jest ona jego siostrą. Papiery Strogowa wystarczają na uzyskanie zgody. Zgody uzyskują też dziennikarze. Wszyscy podróżują statkiem po Wołdze i Kamie do Permu. W Permie Strogow wynajmuje tarantas (rodzaj bryczki) i z Nadią jadą do Jekaterynburga. Po drodze Strogow wykazując niezwykłą odwagę, ratuje Nadię, gdy zostaje zaatakowana przez niedźwiedzia. Później jednak Nadia jest świadkiem upokorzenia Strogowa przez nieznajomego i braku reakcji Strogowa (w Iszym). Nadia nie wie, ze Strogow musi się maskować. 
Gdy podróżni przeprawiają się przez rzekę Irtysz, zostają zaatakowani przez Tatarów. Rannego Strogowa ukrywają chłopi, lecz Nadia zostaje porwana do niewoli.
Po kilku dniach Strogow wyrusza dalej.

## Ekranizacje
- Kurier carski - film niemiecko-francuski z 1926
- Michał Strogow, kurier carski - film francuski z 1935 roku
- Kurier carski - film włosko-francusko-niemiecko-jugosłowiański z 1956 roku
- Michał Strogoff - kurier carski -  film francusko-bułgarsko-włosko-niemiecki z 1970
- Michel Strogoff - miniserial z 1975
- Michał Strogow - kurier carski - film z 1999 roku